# Patrizia Scannaliato
Patrizia Scannaliato (1972) è un'ex cestista italiana.

## Carriera
Guardia tiratrice di 170 cm, ha giocato in Serie A1 con Palermo e Termini Imerese.